# IPhone 11
iPhone 11 — смартфон корпорации Apple, использующий процессор Apple A13 Bionic и операционную систему iOS 13 (на старте продаж), представленный 10 сентября 2019 года вместе с iPhone 11 Pro и iPhone 11 Pro Max. Является преемником iPhone XR.
Предзаказ телефонов начался 18 сентября 2019 года, начало продаж — 20 сентября 2019 года. Применяется двойная основная камера с новыми алгоритмами обработки изображения на основе машинного обучения — Deep Fusion, Smart HDR и Ночной режим. В комплекте с телефоном по-прежнему будет поставляться 5-ваттное устройство для зарядки, кабель Lightning—USB-A для проводного подключения телефонов к ПК (MacBook, iMac и другие ПК) и наушники EarPods. С 2020 года, с приходом iPhone 12, в комплекте с iPhone 11 идет кабель USB-C и инструкция к устройству. Блок питания и наушники в комплекте отсутствуют и при необходимости докупаются отдельно.
Аппараты предлагаются в шести цветовых решениях: фиолетовый, жёлтый, зелёный, чёрный, белый и красный. Используется микропроцессорный чип Apple A13, содержащий шесть вычислительных ядер ARMv8, четыре ядра видеоускорителя и восемь ядер нейроускорителя. Телефон будет выпускаться в вариантах с 64, 128 или 256 гигабайтами встроенной флеш-памяти. Дисплей аппарата выполнен в технологии LCD IPS и имеет диагональ 6,06 дюйма. Емкость аккумулятора увеличилась по сравнению с iPhone XR на 168 мАч и составляет теперь 3110 мАч. Объём ОЗУ равняется 4 Гб.
Подробности о смартфоне просочились до официального релиза; полные спецификации и изображения телефона получили широкую огласку. Среди наиболее значительных изменений были улучшения в камерах и продолжение дизайна «выемки» вокруг фронтальной камеры, которая опускалась в экран, функция, начатая предшественником телефона, iPhone X.

## Критика
После выпуска iPhone 11 получил в целом положительные отзывы, при этом критики подчеркивали улучшения камеры, дисплея и аккумулятора, хотя его критиковали за дизайн, унаследованный от iPhone XR, и большой выступ камеры, а также отсутствие таких функций как двусторонняя беспроводная зарядка и USB-C.

## Адаптер питания и EarPods
Apple в рамках экологической инициативы удалила наушники EarPods и адаптер питания из новых коробок для iPhone, включая iPhone 11, начиная с октября 2020 года. Утверждается, что удаление этих предметов сократит количество электронных отходов и позволит уменьшить размер коробки для iPhone, что позволит перевозить больше устройств, одновременно уменьшая углеродный след. Однако Apple теперь включает кабель USB-C — Lightning, несовместимый с существующими адаптерами питания USB-A, которые Apple ранее поставляла со своими устройствами. Специалисты по обновлению по-прежнему могут использовать свои существующие адаптеры питания и кабели для iPhone, но пользователям, которым нужны возможности быстрой зарядки, придется приобретать адаптер питания USB-C отдельно.

## Скорость беспроводной связи
| Тип сотовой сети/беспроводной технологии | Класс                | Частоты, на которых работает сеть | Максимальная скорость Downlink (Mbps) | Максимальная скорость Uplink (Mbps) | Современность        |
| ---------------------------------------- | -------------------- | --------------------------------- | ------------------------------------- | ----------------------------------- | -------------------- |
| GPRS                                     | 2G (2.5G)            | 850, 900, 1800, 1900 МГц          | 0.04                                  | Неизвестно                          | Технология устарела  |
| EDGE                                     | 2G (2.75G)           | 850, 900, 1800, 1900 МГц          | 0.38                                  | Неизвестно                          | Технология устарела  |
| UMTS                                     | 3G                   | 850, 900, 1900, 2100 МГц          | 3.6                                   | Неизвестно                          | Технология актуальна |
| HSDPA/HSUPA                              | 3G (3.5G)            | 850, 900, 1900, 2100 МГц          | 14.4                                  | 5.7                                 | Технология актуальна |
| HSPA+                                    | 3G (3.75G)           | 850, 900, 1900, 2100 МГц          | 21                                    | 5.7                                 | Технология актуальна |
| DC-HSDPA                                 | 3G (3.95G)           | 850, 900, 1900, 2100 МГц          | 84                                    | 5.7                                 | Технология актуальна |
| CDMA EV-DO Rev. A                        | 3G (3.5G)            | 800, 1900 МГц                     | 3.1                                   | 1.8                                 | Технология актуальна |
| CDMA EV-DO Rev. B                        | 3G (3.5G)            | 800, 1900 МГц                     | 4.9                                   | 2.4                                 | Технология актуальна |
| LTE                                      | 4G (4.0G)            | 800, 1900, 2600 МГц               | 1200                                  | 1200                                | Технология актуальна |
| Wi-Fi                                    | 802.11 a/b/g/n/ac/ax | 2,4 ГГц и 5 ГГц                   | 1320                                  | 1320                                | Технология актуальна |
| Bluetooth 5.0                            | 802.15.4             | 2,4 ГГц                           | 1.0                                   | 1.0                                 | Технология актуальна |